# Milcovul
Milcovul là một xã thuộc hạt Vrancea, România. Dân số thời điểm năm 2002 là 8580 người.